# Chiesa di Santa Maria in Vincis

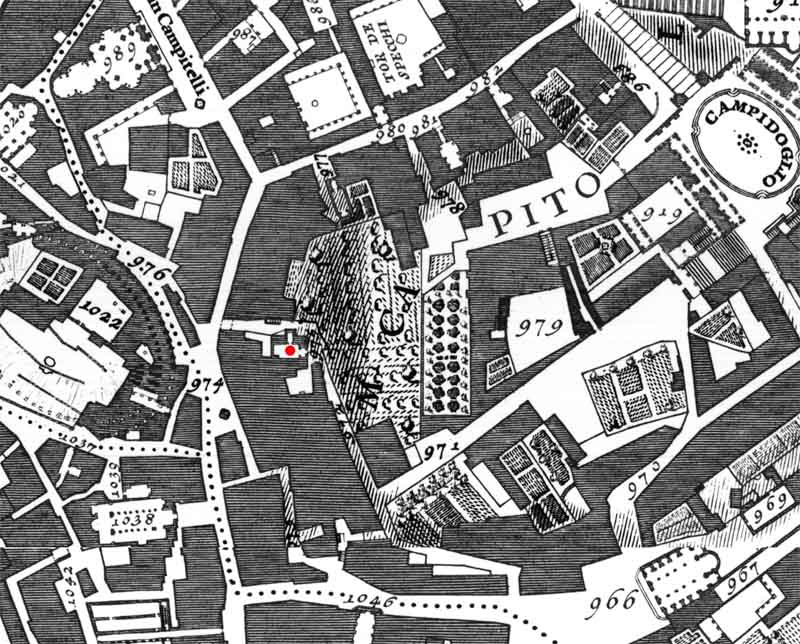
Posizione nella Mappa del Nolli (1748). La vicina chiesa di Sant'Andrea in Vincis si trova più in alto, contrassegnata con il numero 977.

Santa Maria in Vincis, nota anche come Santa Maria de Guinizo o Santa Maria in Monte Caprino, era una chiesa di Roma, ora scomparsa, che si trovava in via di Monte Caprino, nel rione Campitelli, sul lato del monte Capitolino. Era una delle chiese delle corporazioni di Roma
Era dedicata alla Vergine Maria. La chiesa, di antica origine, è spesso confusa con la vicina Sant'Andrea in Vincis. È stata demolita nel 1929 nell'ambito degli sventramenti per costruire la via del Teatro di Marcello.

## Storia
La chiesa è citata nel catalogo di Cencio Camerario, redatto alla fine del XII secolo, come Sancta Maria de Guinizo e nel catalogo di Torino, degli anni 1320, come sancta Maria de Guiniço, chiesa parrocchiale. 
Nel medioevo il luogo dove si trovava l'antico Tempio di Giove Capitolino era occupato da un giardino o da una fattoria in affitto nella proprietà del Convento di Santa Maria in Aracoeli da un Iohannes de Guinizo. La proprietà è citata in una bolla dell'antipapa Anacleto II (r. 1130-1138) e nuovamente in un'altra bolla, di papa Innocenzo IV nel 1252, entrambe indirizzate al Convento di Santa Maria in Aracoeli.
Per questo motivo era chiamata Santa Maria de Guinizis. Nel 1492 la chiesa è citata come Santa Maria in Vinea, un epiteto diventato per corruzione prima in Vinchi e poi in Vincis. Secondo Hülsen, citato da De Dominicis, alcuni autori del XVI secolo, quando si era perso il ricordo dell'antica famiglia de Guinizo, avevano messo il termine "vincis" in relazione con il latino "vinculum" ("catena").
Agli inizi del XVII secolo, la parrocchia fu soppressa e la unita con quella di San Nicola in Carcere. Nel 1606 fu ceduta alla neonata "Università dei Saponari", la corporazione dei fabbricanti di sapone che era stata costituita pochi anni prima da Clemente VIII Aldobrandini. Da allora cominciò a essere nota anche come Santa Maria dei Saponari. La corporazione restaurò completamente l'edificio e commissionò una pala d'altare con l'immagine del loro protettore, san Giovanni Evangelista, che era stato essere bollito in olio bollente, un riferimento al processo di produzione del sapone. 
La chiesa fu nuovamente restaurata alla fine del XIX secolo da una corporazione di piccoli negozianti, ma fu condannata a causa della determinazione del governo fascista di demolire tutti gli edifici che si trovavano sulle pendici occidentali del Campidoglio per far posto alla sua nuova strada che collegava Roma a Ostia, denominata Via del Mare (moderna Via del Teatro di Marcello. L'intero quartiere fu demolito nel 1929 e il sito fu risistemato.
Le demolizioni furono supervisionate da Antonio Muñoz e, durante il processo, si scoprì che la struttura inglobava edifici del XII o XIII secolo, con due archi più antichi dietro la chiesa, ancora decorati con affreschi di santi del IX secolo. I quadri furono trasferiti a San Nicola in Carcere, alcune pietre tombali e gli affreschi che decoravano l'Arco dei Saponari sono stati trasferiti al sistema museale di Roma.

### Menzione della chiesa nei cataloghi
| Catalogo                     | Anno       | Denominazione                    |
| ---------------------------- | ---------- | -------------------------------- |
| Catalogo di Cencio Camerario | 1192       | sce. Marie de Guinizzo           |
| Catalogo Parigino            | circa 1230 | s. Maria de Guinosa              |
| Catalogo di Torino           | circa 1320 | Ecclesia sancte Marie de Guiniço |
| Catalogo del Signorili       | circa 1425 | sce. Marie in Grumezo            |

## Descrizione
Al giorno d'oggi è molto difficile vedere com'era questo versante del Campidoglio prima delle demolizioni. La moderna "via di Monte Caprino" è solo un tortuoso sentiero del giardino, ma era una strada che seguiva lo stesso percorso (ad eccezione della curva). Voltava a destra in un angolo retto per scendere un ripido pendio di fronte al Teatro di Marcello.
Questo versante non esiste più ed è stato sostituito da una serie di rampe e gradini trasversali che arrivano fino alla Casina dei Pierleoni. La chiesa era il punto d'incontro tra la scalinata più alta e la "via di Monte Caprino" e rientrava nel tracciato di quest'ultima. 
La chiesa non aveva una propria identità architettonica, in quanto incorporata in altri edifici residenziali su entrambi i lati e sopra. La pianta era un semplice rettangolo, con allineamento est-ovest. Un ingresso sul lato est portava a un minuscolo vestibolo e un altro, sul lato nord, anch'esso con un vestibolo. Quest'ultimo ingresso aveva una piccola facciata barocca con due lesene giganti di ordine ionico con capitelli di reimpiego che sorreggevano un frontone triangolare. Il grande portale barocco era alto più della metà della facciata ed era leggermente arretrato. In cima c'erano due finestre superiori ricurve, quest'ultima invadeva il timpano della facciata. 
Riguardo all'interno, Diego Angeli (1903) dichiarava quanto segue: "Il soffitto, in pessime condizioni, è d'oro e blu e risale all'inizio del XVII secolo. Sul pavimento sono le lapidi di Rinaldo Chierico (1309) e anche del Buzio di Paolo, della stessa epoca, entrambi rotti e consumati. La pala d'altare è un dipinto anonimo del XVII secolo".
La descrizione delle due lapidi citate da Angeli è presente nel testo di Forcella sulle epigrafi presenti nelle chiese romane.